# Ewald Hering
Karl Ewald Konstantin Hering, född 5 augusti 1834 i Altgersdorf, Sachsen, död 26 januari 1918 i Leipzig, var en tysk fysiolog.
Hering blev 1862 docent i fysiologi i Leipzig, 1865 professor vid Josephsakademien i Wien, 1870 professor i Prag och 1895 i Leipzig. Han studerade särskilt synsinnets fysiologi och publicerade flera viktiga undersökningar över detta. Han utförde även en mängd andra undersökningar inom den allmänna nerv- och muskelfysiologin, blodomloppets och andningens fysiologi och även i dessa meddelat upptäckter av stor betydelse.